# Le Doux Parfum d'Eros
Pour plus de détails, voir Fiche technique et Distribution.
Le Doux Parfum d'Eros (エロスは甘き香り, Erosu wa amaki kaori) est un film érotique japonais réalisé par Toshiya Fujita, sorti en 1973.

## Synopsis
Apprenti photographe, Koichi rencontre Etsuko, une styliste de mode habitant une ancienne base militaire transformée en quartier résidentiel. Après l’avoir repoussé, la jeune fille finit par s’attacher à lui et l’invite à s’installer chez elle. Ce dernier en profite pour vivre à son crochet. Un jour, un couple d’amis d’Etsuko, sans travail comme Koichi, décide également de vivre chez elle. Le quatuor se coupe peu à peu du monde extérieur pour vivre en petite communauté et pour passer leurs journées à faire l'amour. À travers le sexe, ils recréent un monde sans contraintes, régi par leurs propres règles libertaires et qui s'oppose à la société fondée sur des normes sociales pesantes. Alors qu'Etsuko travaille pour subvenir à leurs besoins, les deux mâles, dont Koichi, se rêvent artistes mais finissent par vilement exploiter des photos prises lors de leurs ébats... 

## Fiche technique
- Titre original : エロスは甘き香り (Erosu wa amaki kaori?)
- Titre français : Le Doux Parfum d'Eros[1]
- Réalisation : Toshiya Fujita
- Scénario : Atsushi Yamatoya
- Montage : Osamu Inoue
- Photographie : Kenji Hagiwara
- Production : Kei Ijichi
- Société de production et distribution : Nikkatsu
- Pays d'origine :  Japon
- Langue originale : japonais
- Format : couleur
- Genre : érotique, roman porno
- Durée : 75 minutes
- Date de sortie : 
  -  Japon : 24 mars 1973
  -  France : 4 août 2010 (DVD)

## Distribution
- Hiroko Isayama : Yukie
- Kaori Momoi : Etsuko
- Maki Kawamura : Suzume
- Chōei Takahashi : Koichi
- Hatsuo Yamaya : Hisao
- Hiroshi Gojō : Man
- Hajime Tanimoto : Akira